# Điện báo Zimmermann

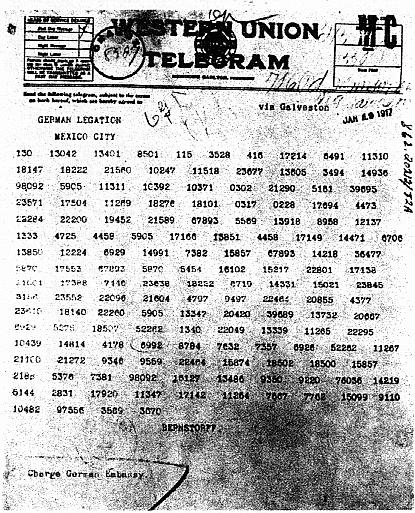
Bức điện Zimmermann được gửi từ Washington đến Mexico (trước khi được giải mã).

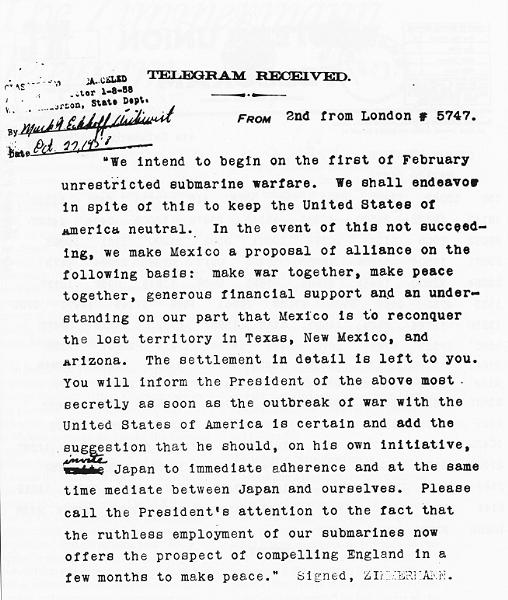
Bức điện Zimmermann sau khi được giải mã và thông dịch đầy đủ.

Điện báo Zimmermann là bức điện báo đã mã hóa được Arthur Zimmerman, Bộ trưởng ngoại giao Đức, gửi cho đại sứ Đức tại México là Heinrich von Eckardt ngày 18 tháng 1 năm 1917. Bức điện yêu cầu đại sứ Đức tiến hành việc thành lập quan hệ đồng minh giữa Đức và Mexico nhằm chống lại Hoa Kỳ và giúp Mexico lấy lại các vùng lãnh thổ đã bị mất trước đây tại New Mexico, Texas, và Arizona.
Tuy nhiên, bức điện báo lại bị tình báo Anh đã thu được rồi giải mã bức điện báo này. Ngày 23 tháng 2, Bộ trưởng Ngoại giao Anh Arthur James Balfour đã gửi nội dung bức điện báo này cho đại sứ Hoa Kỳ tại Anh, người sẽ chuyển cho Tổng thống Hoa Kỳ Woodrow Wilson hai ngày sau đó. Một ngày sau khi nhận được thông tin quan trọng, Wilson đệ trình Quốc hội về việc trang bị vũ khí cho thương thuyền nhằm ngăn cản tàu ngầm Đức tấn công. Khi La Follette và một số nghị sĩ khác đe dọa cản trở việc chấp nhận, Wilson tiết lộ nội dung của bức điện báo Zimmerman. Và bức điện báo này là một trong những nguyên nhân thúc đẩy nhanh sự tham gia thực sự của Hoa Kỳ vào Chiến tranh thế giới thứ nhất.